# Catalogue global
Dans un réseau informatique dans lequel se trouvent plusieurs services d'annuaire Active Directory, le catalogue global est un annuaire central construit automatiquement sur la base de copies partielles des informations provenant des différents annuaires du réseau.
Le catalogue global contient une partie des attributs les plus utilisés de tous les objets Active Directory. 
Il contient aussi les informations nécessaires pour déterminer l’emplacement de tout objet de l’annuaire.
Le catalogue global permet aux utilisateurs d’effectuer deux tâches importantes :
1. Trouver des informations Active Directory sur toute la forêt, quel que soit l’emplacement de ces données.
2. Utiliser des informations d’appartenance à des groupes universels pour ouvrir une session sur le réseau.

## Serveur de catalogue global
Un serveur de catalogue global est un contrôleur de domaine qui conserve une copie du catalogue global et peut ainsi traiter les requêtes qui lui sont destinées. Le premier contrôleur de domaine installé au sein d’une nouvelle forêt est automatiquement serveur de catalogue global. Il est possible de configurer d’autres contrôleurs de domaine en tant que serveur de catalogue global afin de réguler le trafic.
La mise en cache de l’appartenance au groupe universel dans Windows Server 2003 réduit le trafic et améliore le
temps de connexion entre des liaisons lentes de réseau étendu (WAN, Wide Area Network). Vous devez comprendre
les serveurs de catalogue global et la mise en cache de l’appartenance au groupe universel pour planifier le placement
de contrôleurs de domaine dans votre réseau.
Un catalogue global résout les noms d’utilisateur principal lorsque le contrôleur de domaine procédant à
l’authentification ne connaît pas le compte. Par exemple, si un compte d’utilisateur est situé dans
exemple1.nwtraders.msft, et que l’utilisateur décide d’ouvrir une session sous le nom d’utilisateur principal
user1@exemple1.nwtraders.msft à partir d’un ordinateur situé dans exemple2.nwtraders.msft, le contrôleur de
domaine situé dans exemple2.nwtraders.msft ne pourra pas trouver le compte d’utilisateur ; il contactera alors un
serveur de catalogue global pour terminer le processus de connexion. Un catalogue global fournit des informations
concernant l’appartenance au groupe universel dans un environnement à plusieurs domaines. Contrairement aux
appartenances au groupe global, qu’Active Directory stocke dans chaque domaine, les appartenances au groupe
universel ne sont stockées que dans un catalogue global. Par exemple, lorsqu’un utilisateur appartenant à un groupe
universel se connecte à un domaine défini selon le niveau fonctionnel de domaine de Windows 2000 natif ou de
Windows Server 2003, le catalogue global fournit des informations de l’appartenance au groupe universel concernant
le compte d’utilisateur.
Si un catalogue global n’est pas disponible lorsqu’un utilisateur ouvre une session sur un domaine s’exécutant dans le
niveau fonctionnel de domaine de Windows 2000 natif ou Windows Server 2003, le contrôleur de domaine qui traite
la demande de connexion de l’utilisateur refuse la requête, et l’utilisateur ne peut pas ouvrir de session.